# لز فل
لز فل (انگلیسی: Les Fell; ۱۶ دسامبر ۱۹۲۰ – ۹ اکتبر ۲۰۱۰) بازیکن فوتبال اهل بریتانیا بود.
از باشگاه‌هایی که در آن بازی کرده‌است می‌توان به باشگاه فوتبال کریستال پالاس، باشگاه فوتبال چارلتون اتلتیک، و باشگاه فوتبال مارگیت اشاره کرد.